# Anselmo II
Anselmo II (Milano, ... – Milano, 27 settembre 896) è stato un arcivescovo italiano.
Fu arcivescovo di Milano dall'882 sino alla sua morte.

## Biografia
Secondo la tradizione apparteneva alla famiglia milanese dei Capra.
Di lui si sa che era stato arcidiacono del duomo di Milano all'epoca dell'arcivescovo Ansperto e che, molto probabilmente, collaborò con quest'ultimo per il trasporto della salma di Ludovico II del Sacro Romano Impero da Brescia a Milano nell'ottobre dell'875. Da quando Ansperto ad ogni modo entrò in netto contrasto con Roma nell'879, Anselmo se ne distanziò ed anzi fu in stretti legami con papa Giovanni VIII che mediò poi per far tornare l'armonia tra i due presuli quando Ansperto si riconciliò con la chiesa. Nel marzo dell'anno 882 succedette ad Ansperto alla cattedra episcopale di Milano, ma da subito, al contrario del suo predecessore, si distinse per un'assoluta fedeltà alla Santa Sede, supportata anche da figure di spicco della chiesa milanese come l'abate Arderico della basilica di San Simpliciano.
Uomo colto ed esperto, la sua amicizia con papa Giovanni VIII fruttò alla chiesa la creazione di alcuni canoni per la regolamentazione della vita giuridica ecclesiastica che sono noti ancora oggi come gli Anselmo dicata (ovvero "dedicati ad Anselmo"). Tali documenti, nel pieno spirito di aderenza alla tradizione romana, trae profonda ispirazione dal diritto giustinianeo dell'antica Roma anziché piuttosto dal diritto longobardo.
Fu il capo del partito dei sostenitori dei Franchi dell'Ovest contro quello dei sostenitori dei Franchi dell'Est nella politica italiana del suo tempo. Si oppose a Berengario del Friuli e supportò l'incoronazione del franco Guido III di Spoleto a re d'Italia dopo la deposizione di Carlo il Grosso. La sua opinione prevalse per la sua influenza ecclesiastica, riuscendo ad avere la meglio sui vescovi a favore della Germania, come Vibodo di Parma.